# Zagroda Sołtysów w Jurgowie
Zagroda Sołtysów w Jurgowie – filia Muzeum Tatrzańskiego.

## Historia obiektu
Dom wybudował w 1861 roku pradziadek ostatniego właściciela, Jakuba Sołtysa (ur. w 1918 r.). Następnie obiekt odziedziczyli Maciej i Regina Sołtysowie, a potem ojciec Jakuba – Szymon. Jakuba po śmierci matki wychowywał brat – w 1942 r. przeprowadzili się do nowego domu, a w starej zagrodzie pozostał ojciec chłopców i jego brat, Sebastian. 
W 1979 roku zagrodę przejął prawnie Jakub Sołtys, a w 1982 chałupę z budynkiem gospodarczym zakupiło Muzeum Tatrzańskie. Przeprowadzono remont konserwatorski i urządzono ekspozycję etnograficzną przedstawiającą życie ubogiego chłopa spiskiego w okresie XIX/XX wieku.

## Budynki i wnętrza
Zagroda składa się z budynku mieszkalnego i zabudowań gospodarczych, stojących jeden za drugim w układzie liniowym. Budynek mieszkalny skierowany jest ścianą szczytową na zachód (do drogi). Budulcem było drewno świerkowe. Dom osadzony jest na kamiennych peckach, umieszczonych w narożach, przestrzenie wypełniono gliną. Ściany chałupy zbudowane są z płazów (pnie drzew przepołowione wzdłuż) i z okrąglaków. Konstrukcja zrębowa ze szczelinami uszczelnionymi mchem.

### Zabudowania mieszkalne

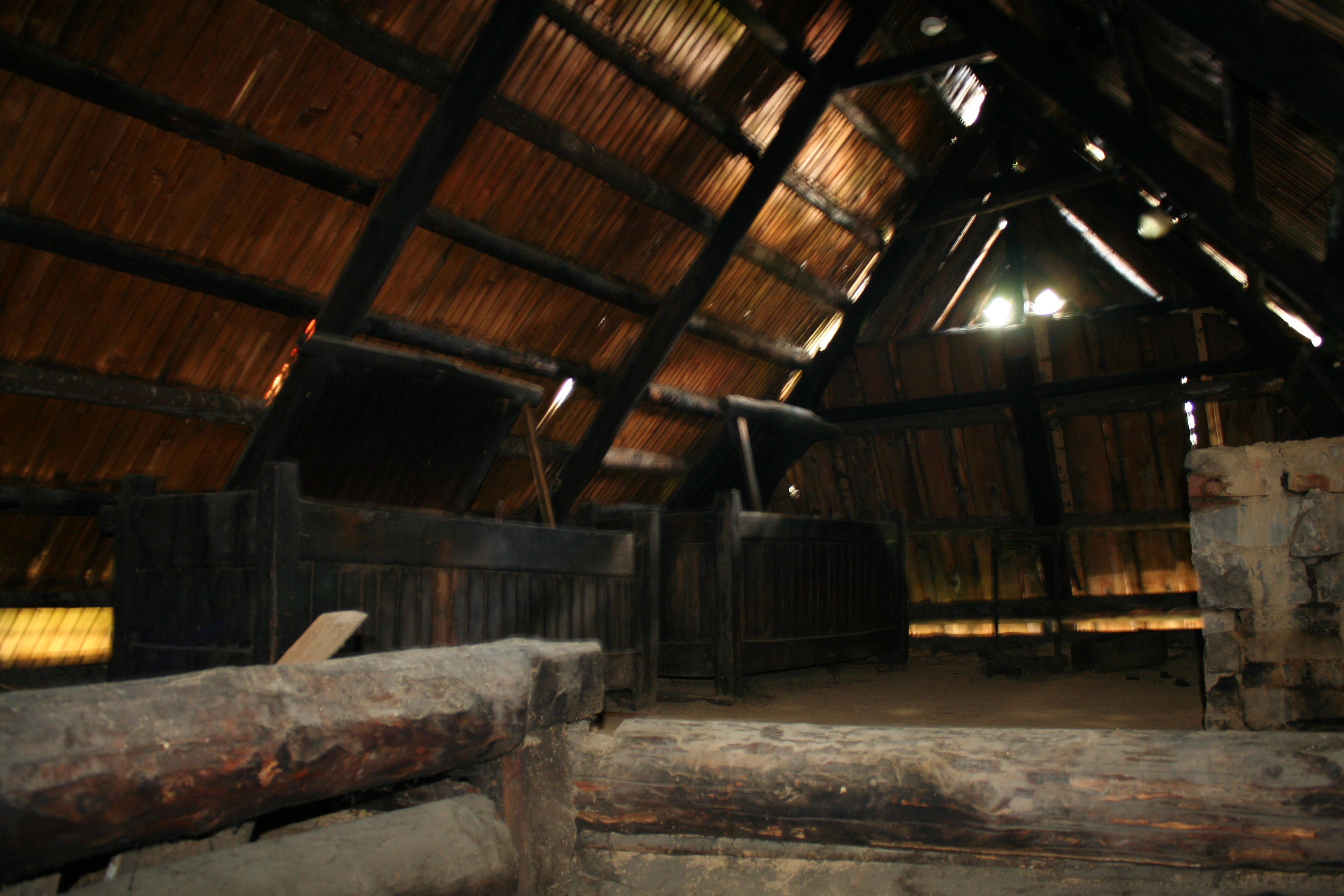
Zagroda Sołtysów w Jurgowie

Drzwi wejściowe umieszczono w północnej, frontowej ścianie (nietypowo ze względu na kształt działki). Pomieszczenia usytuowane na planie prostokąta: sień, izba, komora. Wejście do izby prowadzi przez sień, a do komory przez izbę. Sień zbudowana z okrąglaków, na podłodze płaskie kamienie. Ściany izby zbudowane z szerokich płazów, a podłoga pokryta jest deskami. Pod powałą  widać belkę (służącą też jako półka) - sosrąb z wyciętą datą budowy budynku i wyrzezanym motywem rozety. W rogu izby stoi piec, a na nim kolejny, tzw. piekarnik. W przeciwnym kącie stół i wiszące nad nim święte obrazy tworzą tzw. święty kąt.  Na prawo od okien – drewniane łóżko. Jest też półka i łyżnik. W izbie skupiały się główne czynności domowników. W Zagrodzie ekspozycja prezentuje też w izbie kolekcję tradycyjnego stroju jurgowskiego. Ściany komory wykonane są z okrąglaków. Podłoga jest wyłożona deskami (wcześniej: kamieniami). Przechowywano tu produkty żywnościowe. Ekspozycja zawiera zgromadzone w komorze narzędzia do obróbki lnu.

### Zabudowania gospodarcze
Zabudowania gospodarcze (drewutnia-drewiarnia, owczarnia, boisko i stajnia) znajdują się za budynkiem mieszkalnym i wykonane są z okrąglaków świerkowych uszczelnionych mchem. Dach dwuspadowy, kryty dranicami. 
W drewiarni (także: jata) oprócz drewna opałowego przechowywano też sanki (gnatki), a na kołkach zawieszano latem warsztat tkacki. W owczarni – przeznaczonej dla ok. 30 owiec – są podwójne drzwi (połówkowe i całe) oraz żłób na karmę. Boisko z klepiskiem służyło głównie do młocki przy pomocy cepów. W stajni (drewniana podłoga, drabinki, żłoby na paszę) przebywały konie i krowy, a do I wojny światowej – także woły.